# カプタイニア (小惑星)
カプタイニア (818 Kapteynia) は小惑星帯に位置する小惑星。ハイデルベルクでドイツの天文学者マックス・ヴォルフが発見した。
オランダの天文学者のヤコブス・カプタイン（Jacobus Cornelius Kapteyn, 1851年 – 1922年）に因んで命名された。